# Stazione di Amandola
La stazione di Amandola è stata una stazione ferroviaria posta lungo la ex linea ferroviaria a scartamento ridotto Porto San Giorgio-Fermo-Amandola chiusa il 27 agosto 1956, a servizio del comune di Amandola.